# Jewgienija Miedwiediewa-Arbuzowa
Jewgienija Władimirowna Miedwiediewa-Arbuzowa (ros. Евгения Владимировна Медведева-Арбузова, ur. 4 lipca 1976 r. w Kondopodze) – rosyjska biegaczka narciarska, dwukrotna medalistka olimpijska, dwukrotna srebrna medalistka mistrzostw świata.

## Kariera
Pierwszą dużą imprezą w jej karierze były mistrzostwa świata w Val di Fiemme w 2003 r. Zajmowała tam jednak miejsca w trzeciej dziesiątce. Dwa lata później, podczas mistrzostw świata w Oberstdorfie zaprezentowała się dużo lepiej zajmując między innymi 10. miejsce w biegu na 10 km techniką dowolną oraz zdobywając wraz z Larisą Kurkiną, Natalią Baranową-Masałkiną i Juliją Czepałową srebrny medal w sztafecie 4x5 km. W 2007 r. na mistrzostwach w Sapporo jej najlepszym indywidualnym wynikiem było 11. miejsce w biegu na 10 km stylem dowolnym. Ponadto na mistrzostwach świata w Libercu zdobyła srebrny medal w biegu na 30 km techniką dowolną ulegając tylko Polce Justynie Kowalczyk.
Na igrzyskach zadebiutowała w 2006 r. podczas igrzysk olimpijskich w Turynie osiągając bardzo dobre wyniki. Razem z Baranową-Masałkiną, Czepałową i Kurkiną zdobyła złoty medal w sztafecie 4x5 km, a indywidualnie zdobyła brązowy medal w biegu łączonym na 15 km. Startowała także na igrzyskach olimpijskich w Vancouver zajmując indywidualnie 7. miejsce w biegu na 10 km techniką dowolną. Rosjanki z Miedwiediewą w składzie zajęły także 7. miejsce w sztafecie 4x5 km.
Najlepsze wyniki w Pucharu Świata osiągnęła w sezonie 2004/2005, kiedy to zajęła 17. miejsce w klasyfikacji generalnej.
Jej mężem jest Aleksiej Miedwiediew, jednocześnie jej trener i menedżer. Mają córkę Darię, mieszkają w Petersburgu.

## Osiągnięcia

### Igrzyska olimpijskie
| Miejsce | Dzień     | Rok  | Miejscowość | Konkurencja                      | Czas biegu | Strata  | Zwyciężczyni        |
| ------- | --------- | ---- | ----------- | -------------------------------- | ---------- | ------- | ------------------- |
| 3.      | 12 lutego | 2006 | Turyn       | 15 km łączony                    | 43:25,6    | +14,5   | Kristina Šmigun     |
| 1.      | 18 lutego | 2006 | Turyn       | Sztafeta 4x5 km                  | 54:47,7    | -       | -                   |
| 21.     | 24 lutego | 2006 | Turyn       | 30 km stylem dowolnym            | 1:22:25,4  | +1:02,7 | Kateřina Neumannová |
| 7.      | 15 lutego | 2010 | Vancouver   | 10 km stylem dowolnym            | 24:58,4    | +28,1   | Charlotte Kalla     |
| 39.     | 19 lutego | 2010 | Vancouver   | 2x7,5 km łączony, na dochodzenie | 39:58,1    | +1:39,8 | Marit Bjørgen       |
| 7.      | 25 lutego | 2010 | Vancouver   | Sztafeta 4x5 km                  | 55:19,5    | +4:01,5 | Norwegia            |

### Mistrzostwa świata
| Miejsce | Dzień     | Rok  | Miejscowość   | Konkurencja           | Czas biegu | Strata  | Zwyciężczyni        |
| ------- | --------- | ---- | ------------- | --------------------- | ---------- | ------- | ------------------- |
| 22.     | 22 lutego | 2003 | Val di Fiemme | 10 km łączony         | 26:38,4    | +45,8   | Kristina Šmigun     |
| 27.     | 28 lutego | 2003 | Val di Fiemme | 30 km stylem dowolnym | 1:14:29,8  | +5:51,8 | Olga Zawiałowa      |
| 10.     | 17 lutego | 2005 | Oberstdorf    | 10 km stylem dowolnym | 26:27,6    | +49,0   | Kateřina Neumannová |
| 2.      | 21 lutego | 2005 | Oberstdorf    | Sztafeta 4x5 km       | 57:15,7    | +7,6    | Norwegia            |
| 18.     | 25 lutego | 2007 | Sapporo       | 2x7.5 km bieg łączony | 41:27,5    | +1:36,5 | Olga Zawiałowa      |
| 11.     | 27 lutego | 2007 | Sapporo       | 10 km stylem dowolnym | 23:58,4    | +1:11,1 | Kateřina Neumannová |
| 7.      | 21 lutego | 2007 | Sapporo       | Sztafeta 4x5 km       | 54:18,6    | +1:20,6 | Finlandia           |
| 12.     | 21 lutego | 2009 | Liberec       | 2x7,5 km bieg łączony | 40:55,3    | +1:51,3 | Justyna Kowalczyk   |
| 2.      | 28 lutego | 2009 | Liberec       | 30 km stylem dowolnym | 1:16:10,6  | +8,8    | Justyna Kowalczyk   |

### Puchar Świata

#### Miejsca w klasyfikacji generalnej
- sezon 1996/1997: -
- sezon 1997/1998: -
- sezon 2000/2000: -
- sezon 2000/2001: 59.
- sezon 2001/2002: 37.
- sezon 2002/2003: 32.
- sezon 2004/2005: 17.
- sezon 2005/2006: 41.
- sezon 2006/2007: 42.
- sezon 2007/2008: 24.
- sezon 2008/2009: 20.
- sezon 2009/2010: 25.

#### Miejsca na podium
| Nr | Dzień       | Rok  | Miejscowość   | Konkurencja                    | Czas biegu  | Strata  | Miejsce | Zwycięzca                          |
| -- | ----------- | ---- | ------------- | ------------------------------ | ----------- | ------- | ------- | ---------------------------------- |
| 1. | 18 grudnia  | 2004 | Ramsau        | 15 km stylem dowolnym          | 40:51.8 min | +44.5 s | 3.      | -                                  |
| 2. | 12 lutego   | 2005 | Reit im Winkl | 10 km stylem dowolnym          | 25:36.0 min | -       | 1.      | wspólnie z rodaczką Olgą Zawiałową |
| 3. | 22 stycznia | 2008 | Canmore       | Bieg łączony (7.5 km + 7.5 km) | 42:46.2 min | +15.9 s | 2.      | -                                  |
| 4. | 25 stycznia | 2008 | Canmore       | 10 km stylem dowolnym          | 27:17.0 min | +30.3 s | 2.      | -                                  |